# The Chromatica Ball
Tournées par Lady Gaga
Enigma
(2018-2020) The Mayhem Ball
(2025)
The Chromatica Ball est la sixième tournée internationale solo de la chanteuse américaine Lady Gaga, promouvant son sixième album studio Chromatica.

## Présentation
La tournée a débuté à Düsseldorf (Allemagne) le 17 juillet 2022 et s’achève à Miami (États-Unis) le 17 septembre suivant. Il s'agit d'une tournée des stades, après plusieurs années sans spectacle mobile pour la chanteuse qui se consacrait à ses résidences à Las Vegas, Enigma et Jazz & Piano. La tournée ne comporte que de vingt dates uniques à travers cinq villes européennes, huit villes américaines, une ville canadienne et une ville asiatique. Live Nation a choisi d'organiser des concerts bénéficiant d'une audience très élevée,,,,,,.
La tournée devait initialement se dérouler à l'été 2020, mais a été reportée à 2021 puis 2022 du fait de la pandémie de Covid-19. Quatorze  dates supplémentaires ont finalement été rajoutées, la tournée commençant par Düsseldorf au lieu de Paris comme prévu initialement. Londres (Royaume-Uni) et Tokyo (Japon) sont les seules villes qui accueilleront deux dates du Chromatica Ball, les 29 et 30 juillet 2022 pour Londres,,,,, et les 3 et 4 septembre 2022 pour Tokyo.
Le concert à Paris établit un nouveau record pour l'artiste, puisqu'il s'agit du plus grand spectacle de sa carrière avec plus de 78 000 places vendues pour une date unique.

### Développement
Le jour du lancement de la tournée, Lady Gaga poste une vidéo sur son compte Instagram et explique la conception de la scène,.
Une polémique éclate à quelques jours du lancement de la tournée. En effet, une dizaine de danseurs accusent Richy Jakson, chorégraphe de Gaga, de créer un environnement de travail toxique et abusif. Cinq d'entre eux décident de ne pas participer à la tournée, précisant ne pas en incomber la faute à Gaga.
Pour ses costumes, Lady Gaga revient à un style plus sombre rappelant ses débuts, exception faite d'une robe dorée signée Alexander McQueen. Ses tenues sont faites principalement de latex et de cuir et sont signées Nicola Formichetti, Topo Studio, Aziz Rebar, Deadlotus, Vex Latex, Gareth Pugh ou encore Christian Lacroix,.

### Dates
| Date              | Ville           | Pays            | Lieu                      | Affluence                | Revenu brut  |
| ----------------- | --------------- | --------------- | ------------------------- | ------------------------ | ------------ |
| UK / EUROPE       |                 |                 |                           |                          |              |
| 17 juillet 2022   | Düsseldorf      | Allemagne       | Merkur Spiel-Arena        | 45 722 / 45 722          | $4,027,543   |
| 21 juillet 2022   | Stockholm       | Suède           | Friends Arena             | 34 934 / 34 934          | $3,540,732   |
| 24 juillet 2022   | Paris           | France          | Stade de France           | 78 866 / 78 866          | $7,844,680   |
| 26 juillet 2022   | Arnhem          | Pays-Bas        | Gelredome                 | 30 267 / 30 267          | $3,250,525   |
| 29 juillet 2022   | Londres         | Royaume-Uni     | Tottenham Hotspur Stadium | 86 508 / 86 508          | $9,621,095   |
| 30 juillet 2022   | Londres         | Royaume-Uni     | Tottenham Hotspur Stadium | 86 508 / 86 508          | $9,621,095   |
| TOTAL             | TOTAL           | TOTAL           | TOTAL                     | 276 297 / 276 297        | $28,301,527  |
| AMERIQUE DU NORD  |                 |                 |                           |                          |              |
| 6 août 2022       | Toronto         | Canada          | Rogers Center             | 47 864 /47 864           | $5,080,623   |
| 8 août 2022       | Washington      | États-Unis      | Nationals Park            | 35 920 / 35 920          | $4,885,864   |
| 11 août 2022      | New York        | États-Unis      | MetLife Stadium           | 53 155 / 53 155          | $8,412,348   |
| 15 août 2022      | Chicago         | États-Unis      | Wrigley Field             | 43 019 / 43 019          | $6,905,799   |
| 19 août 2022      | Boston          | États-Unis      | Fenway Park               | 38 267 / 38 267          | $5,704,636   |
| 23 août 2022      | Dallas          | États-Unis      | Globe Life Field          | 38 056 / 38 056          | $5,365,094   |
| 26 août 2022      | Atlanta         | États-Unis      | Truist Park               | 36 140 / 36 140          | $5,392,573   |
| 28 août 2022      | Hershey         | États-Unis      | Hersheypark Stadium       | 30 678 / 30 678          | $4,277,892   |
| TOTAL             | TOTAL           | TOTAL           | TOTAL                     | 323 099 / 323 099        | $46,024,829  |
| ASIE              |                 |                 |                           |                          |              |
| 3 septembre 2022  | Tokyo           | Japon           | Seibu Dome                | 66 706 / 66 706          | $11,442,626  |
| 4 septembre 2022  | Tokyo           | Japon           | Seibu Dome                | 66 706 / 66 706          | $11,442,626  |
| TOTAL             | TOTAL           | TOTAL           | TOTAL                     | 66 706 / 66 706          | $11,442,626  |
| AMERIQUE DU NORD  |                 |                 |                           |                          |              |
| 8 septembre 2022  | San Francisco   | États-Unis      | Oracle Park               | 38 275 / 38 275          | $7,387,434   |
| 10 septembre 2022 | Los Angeles     | États-Unis      | Dodger Stadium            | 51 344 / 51 344          | $9,355,562   |
| 13 septembre 2022 | Houston         | États-Unis      | Minute Maid Park          | 33 779 / 33 779          | $4,004,039   |
| 17 septembre 2022 | Miami           | États-Unis      | !Hard Rock Stadium        | 44 298 / 44 298          | $5,878,508   |
| TOTAL             | TOTAL           | TOTAL           | TOTAL                     | 176 696 / 176 696        | $26,625,543  |
| CUMULATIF TOTAL   | CUMULATIF TOTAL | CUMULATIF TOTAL | CUMULATIF TOTAL           | 833 798 / 833 798 (100%) | $112,394,525 |

Sauf indication contraire, tous les chiffres proviennent du site Touring Data

### Listes des pistes
Durant la date de lancement à Düsseldorf, Lady Gaga interprète une vingtaine de titres, comportant entre autres ses plus grands tubes et les chansons de son dernier album, Chromatica. Aucun titre de l'album ARTPOP n'est interprété.
Notes : 
- Les pistes 17 et 18, n'ont pas été interprétées à Düsseldorf, tout comme la piste 16 lors du premier concert de Londres.

- Lors de son concert du 8 août à Washington, Lady Gaga affiche son soutien en faveur du droit à l'avortement en dédiant le morceau The Edge Of Glory à « toutes les femmes américaines qui doivent maintenant s'inquiéter de leur corps si elles tombent enceintes. » [23]

- Pendant son concert du 11 août à New York, elle dédie le morceau Always Remember Us This Way à son ami Tony Bennett, souffrant de la maladie d'Alzheimer[24].

- Des fans aux abords des stades ont pu entendre Lady Gaga répétée la chanson Alejandro avant les concerts de Düsseldorf et de Stockholm, mais la chanson ne fut finalement jamais interprétée durant cette tournée.

- Le 17 septembre, lors de la dernière date de la tournée à Miami, Lady Gaga n’a pas pu réaliser le dernier acte de son spectacle dû aux violents orages qui ont frappé la ville ce soir là. Enigma, Stupid Love, Rain On Me et Hold My Hand n’ont ainsi pas été interprétés.

## Accueil critique
Le Telegraph donne une note de 5/5 au spectacle, le qualifiant de « spectaculaire freak show de la part d'une super héroïne de la pop » ajoutant que Lady Gaga est « un immense talent » qui « a étonné le public de Stockholm avec une grandiloquence scandaleuse ».
Le magazine Rolling Stone lui attribue la même note. Pour le mensuel, le concert « nous rappelle que Gaga est l'une des plus grandes artistes musicales vivantes. » La publication ajoute que la popstar « ne donne, à tous les niveaux, rien de moins que l'excellence. »
Gay Times lui donne également la note de 5/5.
Vice titre « Personne ne fait ça comme Gaga. Toujours pas. » en ajoutant qu'elle « est une icône, là-haut avec les Prince, Bowie et Madonna. Le Chromatica Ball est, de bien des façons, un rappel et une célébration de ce fait. »
The Guardian lui met la note de 4/5. Pour le quotidien « Gaga revendique fortement la couronne de la pop avec un spectacle grandiloquent qui empilent les hits tout en créant également une connexion humaine intime ».
Le Financial Times lui met la note de 5/5 le présentant comme « un surréaliste festin pour les sens », qui prouve que la chanteuse peut « maintenir un sérieux facteur d'émerveillement sur plus de deux heures. »
Grazia présente le concert comme un « véritable spectacle d'anthologie. »
Paris Match considère qu'avec ce spectacle la star « a prouvé qu'elle était bel et bien la reine de la pop. »
Le Parisien déclare, qu'avec ce spectacle, l'artiste « prouve qu'elle sait tout faire. »
RTL vante la polyvalence de l'artiste qu'il qualifie de « véritable bête de scène. »
Le journal allemand Die Welt déclare que la tournée « marque le retour de la meilleure popstar vivante et peut-être la dernière. »
France Info évoque un concert « spectaculaire, accompagné de chorégraphies très bien exécutées » et conclut que la star « a impressionné son public français avec un spectacle hors normes. »
Le quotidien britannique Metro entertainment considère le spectacle comme étant « sa meilleure réincarnation à ce jour. »
Le site britannique inews présente le show comme « féroce et merveilleux » et Lady Gaga comme« l'une des meilleures interprète au monde à voir sur scène. »

## Performances commerciales
Le 16 juin 2022, le site Billboard rapporte que les ventes de tickets ont dépassé les 80 millions de dollars de revenu sur les 20 shows prévus. Elle est donc la tournée la plus rentable pour une artiste féminine de 2022. D'après Arthur Fogel, PDG de la section tournée de Live Nation, les spectacles de Londres, Paris, Boston, Tokyo, Toronto, Chicago et Düsseldorf affichaient complets plus d'un mois avant le début de la tournée en juillet 2022.
Avec 45 720 spectateurs présents lors de la première date à Düsseldorf, Lady Gaga bat le record d'affluence précédemment détenu par Bon Jovi lors d'un concert au sein du Merkur Spiel-Arena. Elle bat un nouveau record d'affluence le 15 août 2022 à Chicago, en réunissant plus de 45 000 personnes au Wrigley Field.
Le 24 juillet 2022, Lady Gaga se produit au Stade de France et réunit 78 866 personnes, la performance s'inscrivant ainsi comme le concert le plus important de sa carrière. Avec un bénéfice de 7,844,680 de dollars, il s'inscrit comme le quatrième concert le plus rentable depuis la création du Stade de France derrière les concerts de U2, Madonna et The Rolling Stones.
Avec 5 080 623 dollars de bénéfices, le concert de Toronto devient le deuxième concert le plus rentable pour une artiste féminine se produisant au Rogers Center, derrière le Réputation Tour de Taylor Swift. Le show de Washington est quant à lui le concert le plus rentable jamais donné au National Park.
Le 11 aout 2022, le show au MetLife Stadium de New-York réunit plus de 55 000 personnes, ce qui représente le plus gros concert de Lady Gaga aux États-Unis depuis le début de sa carrière.
La date du 10 septembre au Dodger Center de Los Angeles rapporte 9 355 562 dollars, ce qui en fait la deuxième date de tournée la plus rentable de tous les temps pour une artiste féminine, derrière le show d'Helsinki du Sticky & Sweet Tour de Madonna.
Au total, le Chromatica Ball rapporte plus de 112 millions de dollars pour seulement 20 dates. Plus de 830 000 tickets sont vendus.

## Gaga Chromatica Ball
Le 8 mai 2024, Lady Gaga dévoile sur les réseaux sociaux la bande-annonce du film-concert de cette tournée, intitulé Gaga Chromatica Ball, tourné le 10 septembre 2022 lors de l'étape du Dodger Stadium, à Los Angeles. Elle déclare à ce sujet sur X : 
« Je suis tellement excitée que nous puissions enfin partager le film The Chromatica Ball avec le monde. Ce film est la chronique d'une période d'immense créativité… la mode, la danse, la musique. Revoir la tournée me laisse sans voix, tant nous nous sommes soutenus les uns les autres. Vous vous êtes tous montrés enthousiastes pour la musique et l'art, avec un niveau d'excitation et de liberté que je n'oublierai jamais. Stade après stade. Des foules à guichets fermés. Les chants assourdissants. ».
Il est diffusé pour la première fois aux Etats-Unis sur la chaîne de télévision HBO, le 25 mai 2024 à 20 heures. À la fin du film-concert, après Hold My Hand, au moment où l'artiste quitte la scène, on peut la voir se retourner et interpréter les paroles « Dancing in the shadow of a man  », avant que ne soit affiché le texte LG7 GAGA RETURNS. Des rumeurs sur un nouvel et septième album studio de Lady Gaga, intitulé justement LG7, contenant cette nouvelle chanson, commencent alors à circuler sur le Web.